# Mar Novo
Mar Novo é o título de um livro de poesia de Sophia de Mello Breyner, editado originalmente em 1958 e re-editado em Novembro de 2003, em que se aponta para a seguinte dinâmica: primeiramente uma busca de si próprio e do sentido da evolução de um destino colectivo, imagens do tempo ilimitado e sugestões do tempo absoluto, busca baseada numa dimensão biográfica da Autora, bem como uma oposição entre tempo real e tempo absoluto do sonho.

## Antecedentes
Em 1956 João Andresen, irmão de Sophia, integrou, com o pintor Júlio Resende e o escultor Salvador Barata Feyo (vindos da Escola de Belas Artes do Porto), a equipa que venceu o concurso para o Monumento ao Infante D. Henrique em Sagres, com um projecto designado Mar Novo, que não foi concretizado. Salazar recusou o resultado do concurso, como tinha feito já várias vezes com anteriores propostas de outros artistas, e comunica que o Conselho de Ministros havia decidido não construir a obra. Em vez disso, seria edificada em Lisboa uma reprodução, definitiva e em pedra, da escultura inicialmente prevista para ser exibida apenas durante a Exposição do Mundo Português, em 1940, o Padrão dos Descobrimentos.
Dois anos depois (em 1958) Sophia de Mello Breyner Andresen, deu ao seu livro de poesia o mesmo nome. Chocada com a injustiça da decisão que afeta o irmão, e que considera política, deposita no livro um ato de revolta e insurreição.